# 多夫多妻制
多雄多雌制是一種交配系統，其中雄性和雌性在繁殖季節都有多個交配伴侶。 在有性生殖的二倍體動物中，雄性和雌性採用不同的交配策略，因為雄性配子產生的成本低於雌性。 雄性和雌性採用的不同交配策略，被認為是生態和社會隨機（英語：Stochastic）生殖衝突的結果。
動物社會中的生殖衝突可能會出現，因為個體的基因並不相同，並且有不同的最佳策略來最大化它們的適應程度；生殖衝突通常是因等級序列（英語：Dominance hierarchy）現象而產生，其中全部或大部分生殖活動被單獨個體壟斷。在卡羅萊納馬蜂（學名：Polistes carolina）中，雌性黃蜂中的統治者由最先到達巢穴之個體決定，而不是由體型最大者決定，後者被認為最擅長於戰鬥。在對岩鷚的一項研究中，法國比利牛斯山脈山頂上的近距離和共享範圍導致了一種多雄多雌的交配系統，其中兩到四隻雄性會與同一附近範圍內的兩到四隻雌性交配。
多雄多雌制是描述多雄性和多雌性的多配偶制的另一種方式。當雌性有多個交配伴侶時，稱為一雌多雄制；當雄性有多個交配伴侶時，稱為一雄多雌制。濫交有潛在好處。雌性，尤其是那些在遺傳上居劣勢的社會伴侶，有機會提高其後代的遺傳品質，而雄性則能夠使許多其他配偶的卵子受精。從本質上來看，雄性的理想交配行為是濫交而不是單配偶制（只有一個交配伴侶），因為這會導致多個後代，並且這些雄性阻止其雌性伴侶與其他雄性交配。 另一方面，雌性透過一雌多雄制受益，因為該些雌性會產生更多後代。